# Filippo Perini
Pour les articles homonymes, voir Filippo et Perini.
Filippo Perini (né le 13 avril 1965) est un designer automobile italien du groupe Volkswagen, directeur du design de Genesis Motors depuis 2019,,, ex designer-directeur emblématique du design Alfa Romeo, puis Audi, puis Lamborghini de 2004 à 2016, puis Italdesign de 2016 à 2019.

## Biographie
Né en 1965 à Plaisance en Émilie-Romagne près de la « Motor Valley italienne, » Filippo Perini devient Ingénieur en génie mécanique en 1992, et diplômé d'un master en architecture et design automobile de l'école polytechnique de Milan en 1994.

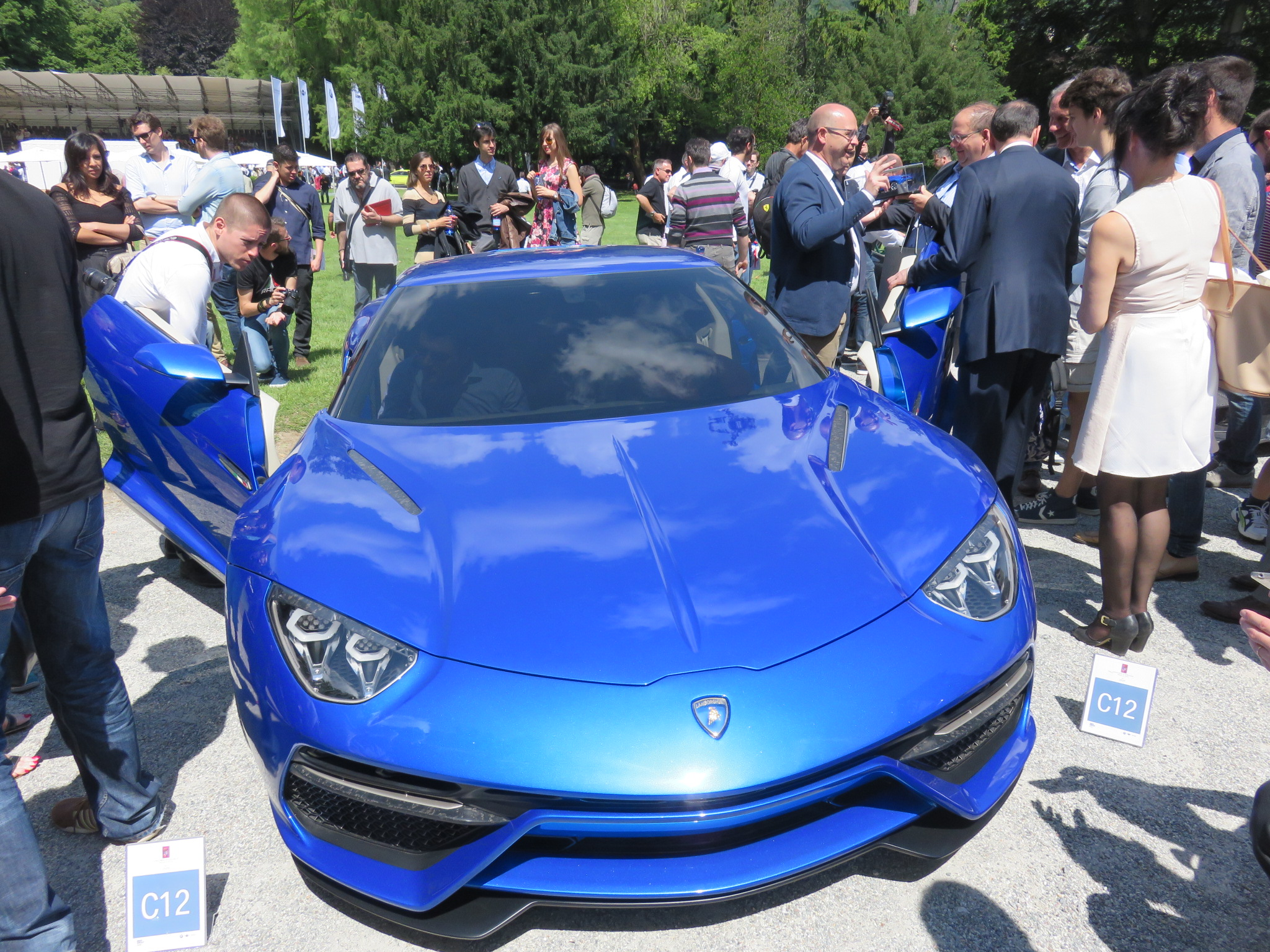
À la porte conducteur de sa Lamborghini Asterion LPI 910-4, au concours d'élégance Villa d'Este 2015

En 1993 il commence sa carrière de directeur du design chez Alfa Romeo, et participe entre autres à l'élaboration des Alfa Romeo GTV (1995), Alfa Romeo Nuvola (1996), Alfa Romeo 156 (1997), Alfa Romeo 166 (1998), Alfa Romeo Kamal (2002), Alfa Romeo Spider (2006), Alfa Romeo 8C Competizione (2006)...
En 2003 il travaille quelque temps pour Audi, avant d’être rapidement nommé en 2004, directeur du design Lamborghini, par Walter de Silva (directeur du design du groupe Volkswagen). Il participe entre autres à la conception des Lamborghini Miura Concept (2006), Lamborghini Reventón (2007), Lamborghini Estoque (2008), Lamborghini Gallardo LP570-4 Superleggera (2010), Lamborghini Sesto Elemento (2010), Lamborghini Aventador (2011), Lamborghini Urus (2012), Lamborghini Aventador J (2012), 
Lamborghini Veneno (2013), Lamborghini Asterion LPI 910-4 (2014)... En 2016 il est nommé directeur du design d'Italdesign (filiale d'Audi-Lamborghini-Volkswagen) pour qui il conçoit entre autres les Italdesign Zerouno (2017), Italdesign Zerouno Duerta (2018), Audi Pop.Up Next (2018), et Italdesign DaVinci (2019),...

Quelques créations
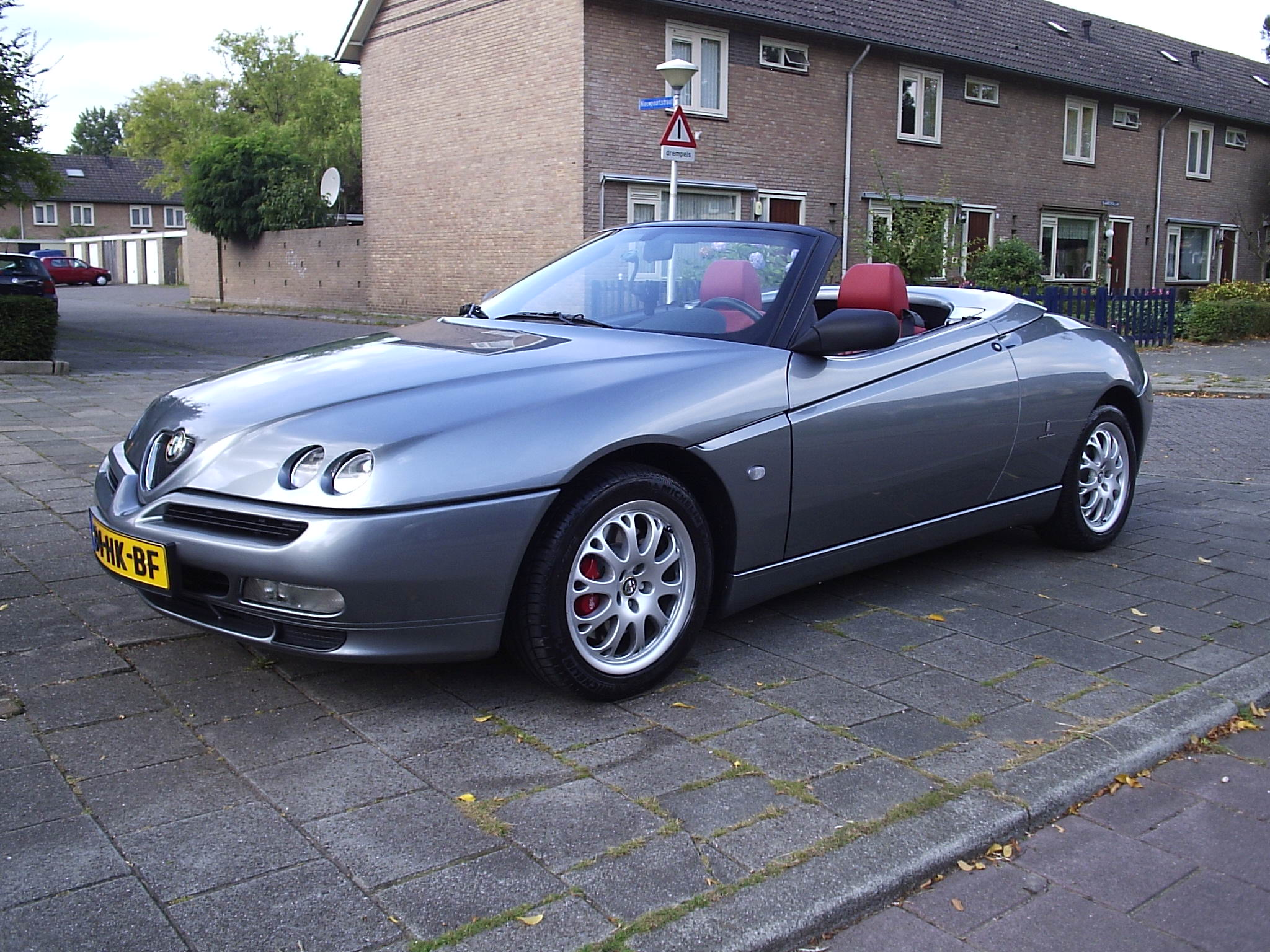
Alfa Romeo GTV (1995)
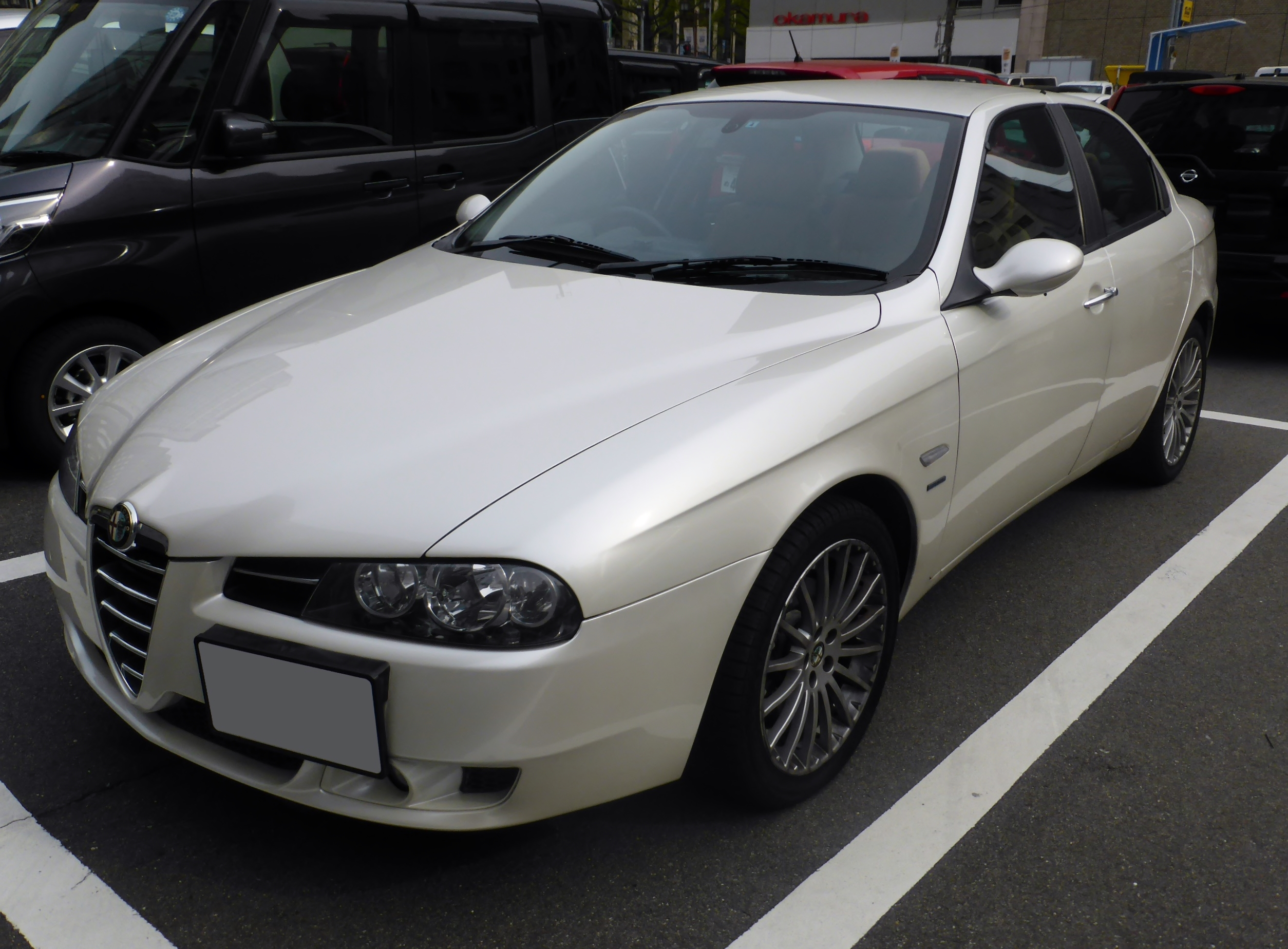
Alfa Romeo 156 (1997)
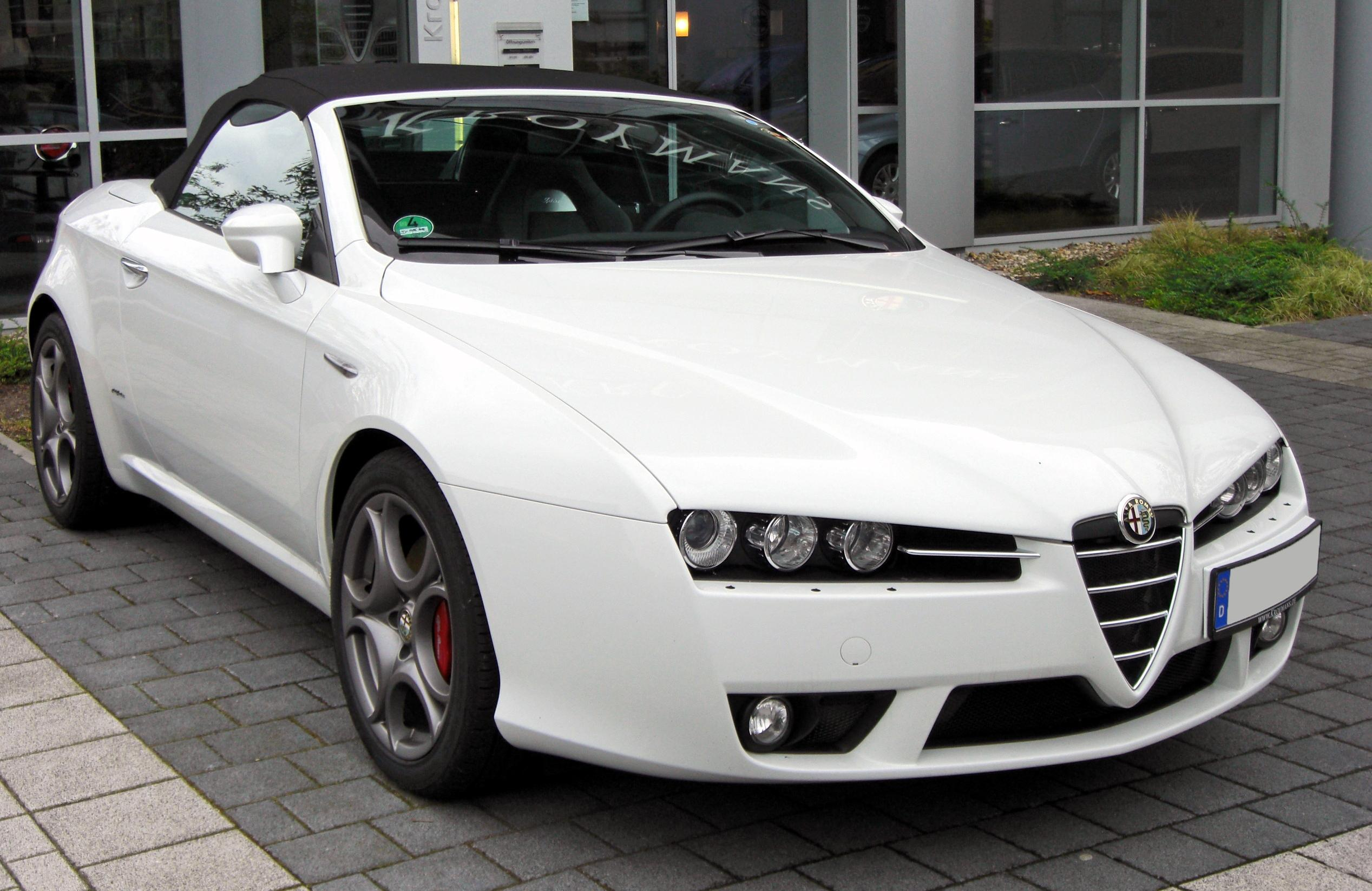
Alfa Romeo Spider (2006)
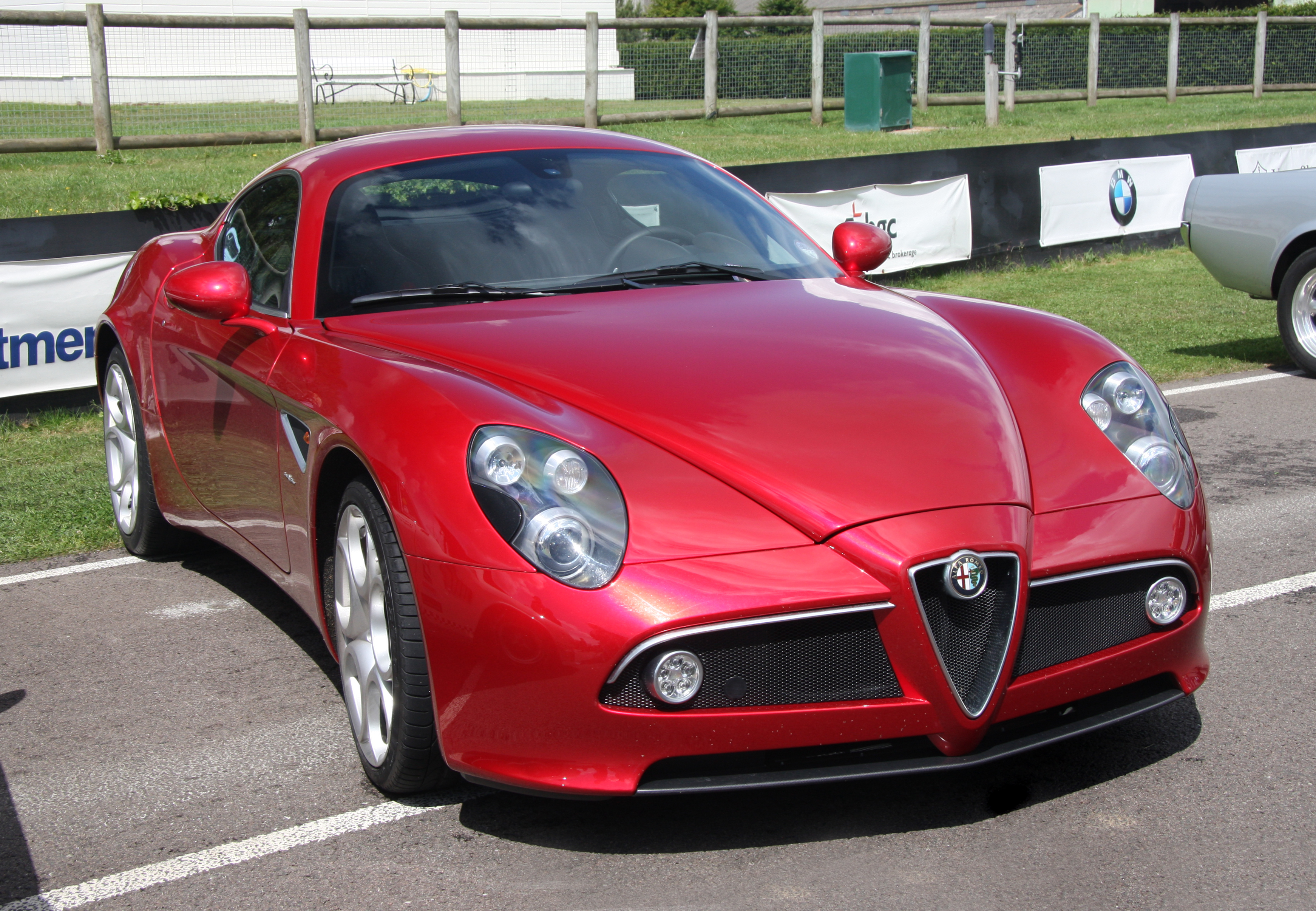
Alfa Romeo 8C Competizione (2007)
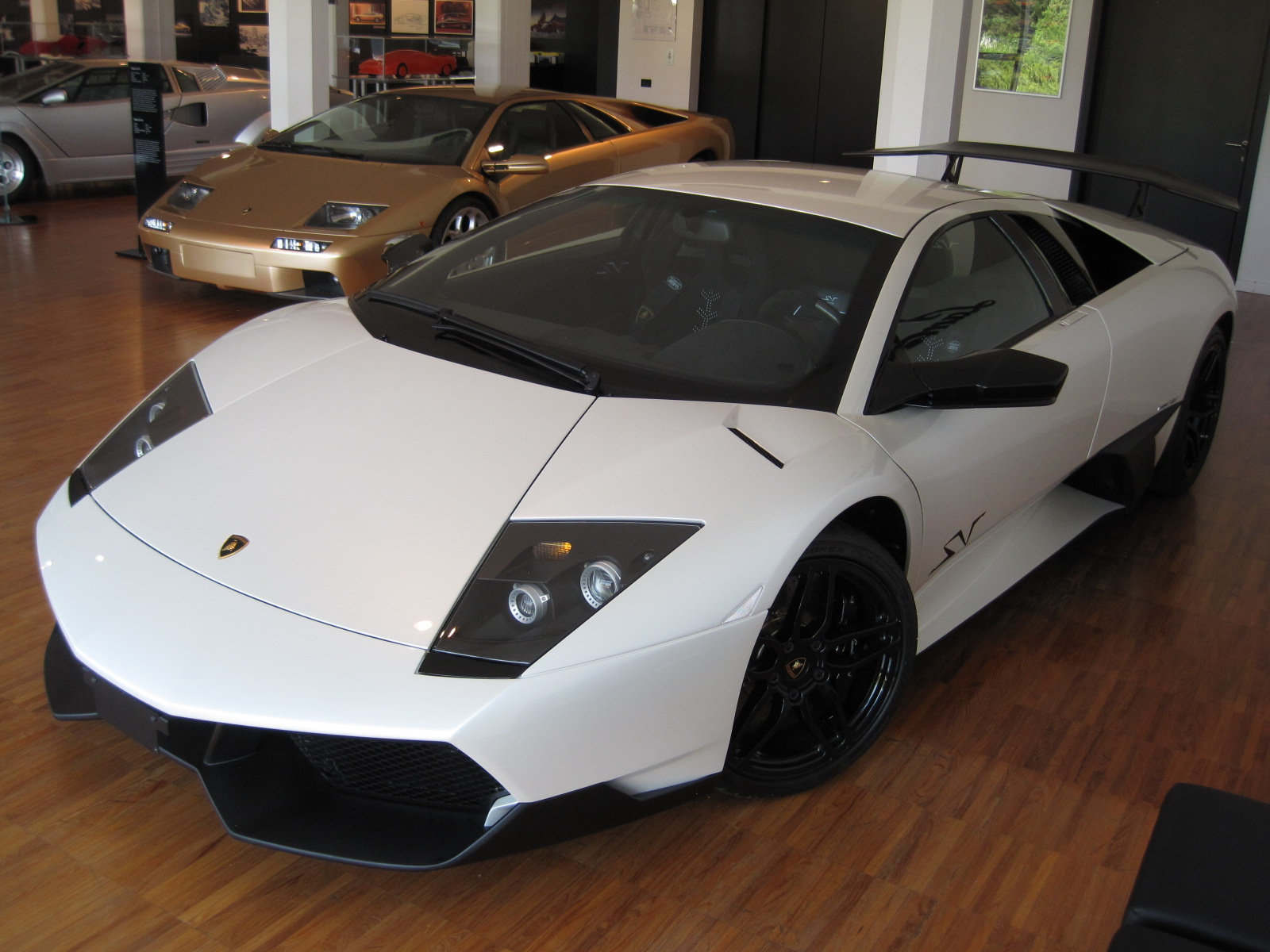
Lamborghini Murciélago (2002)
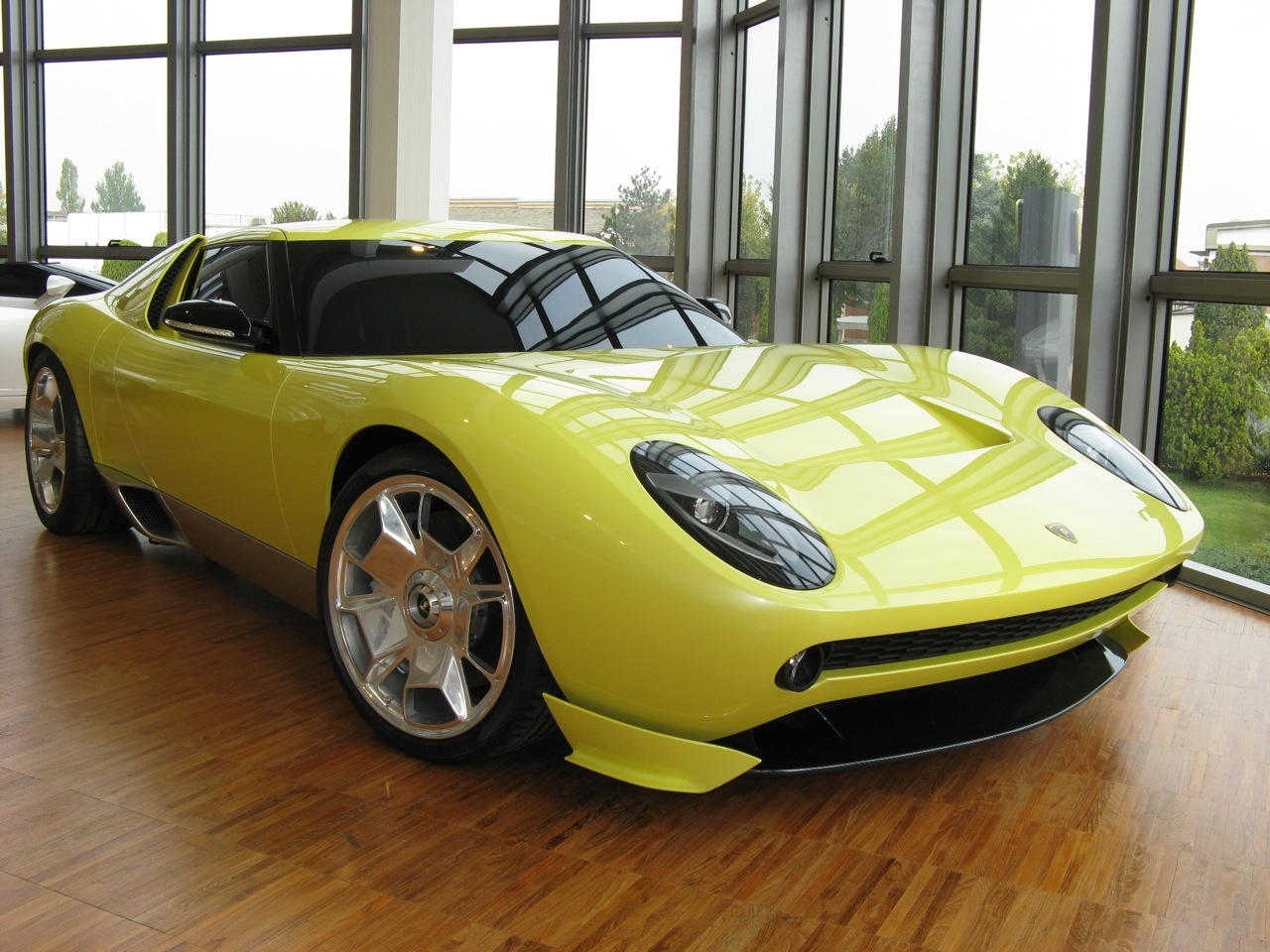
Lamborghini Miura Concept (2006)
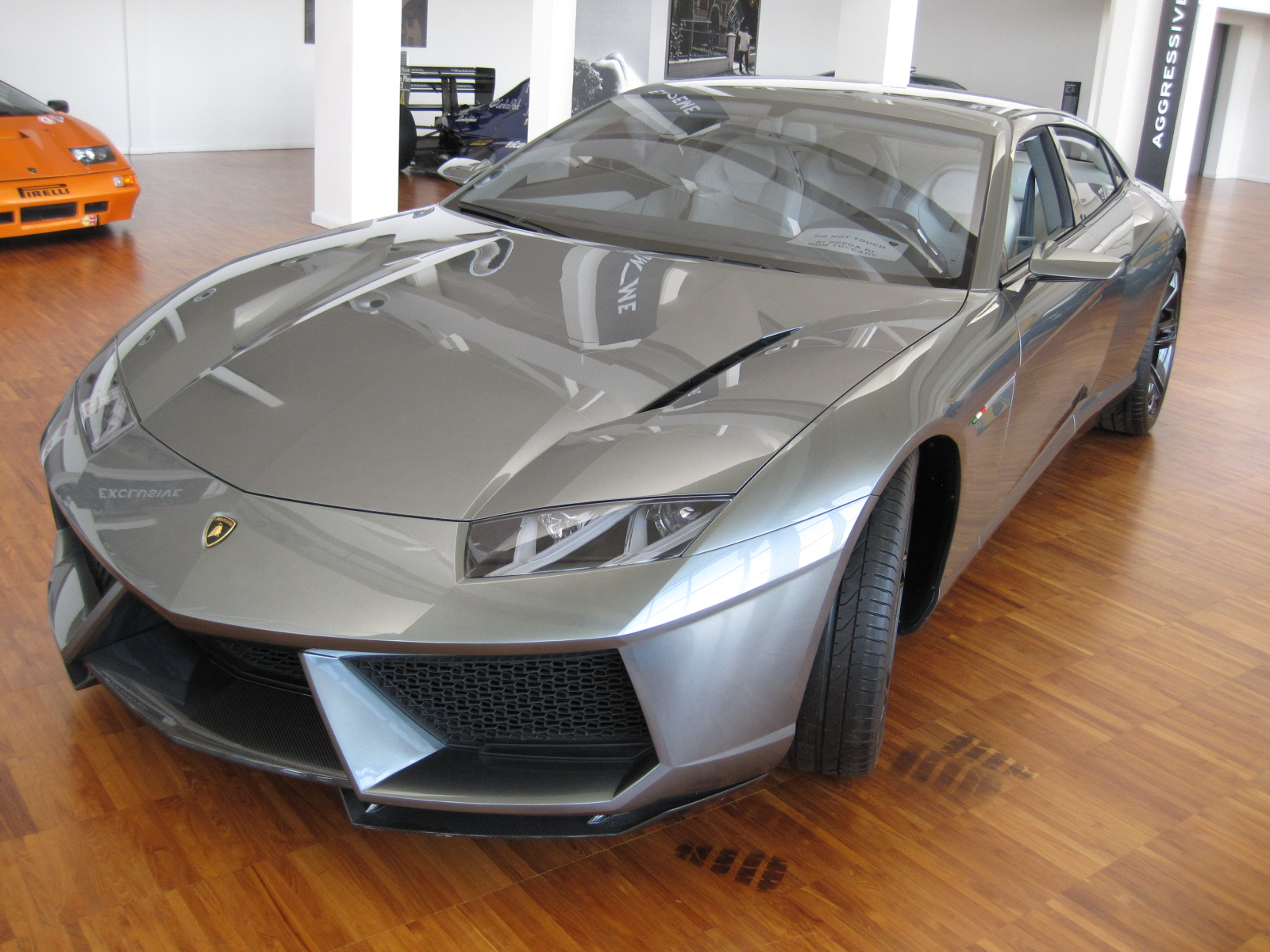
Lamborghini Estoque (2008)
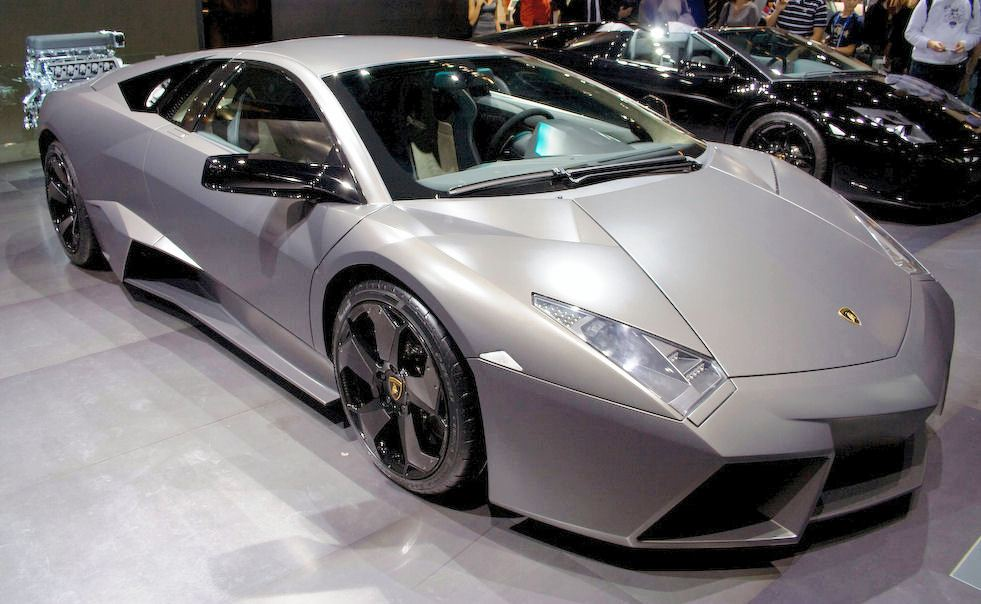
Lamborghini Reventón (2008)
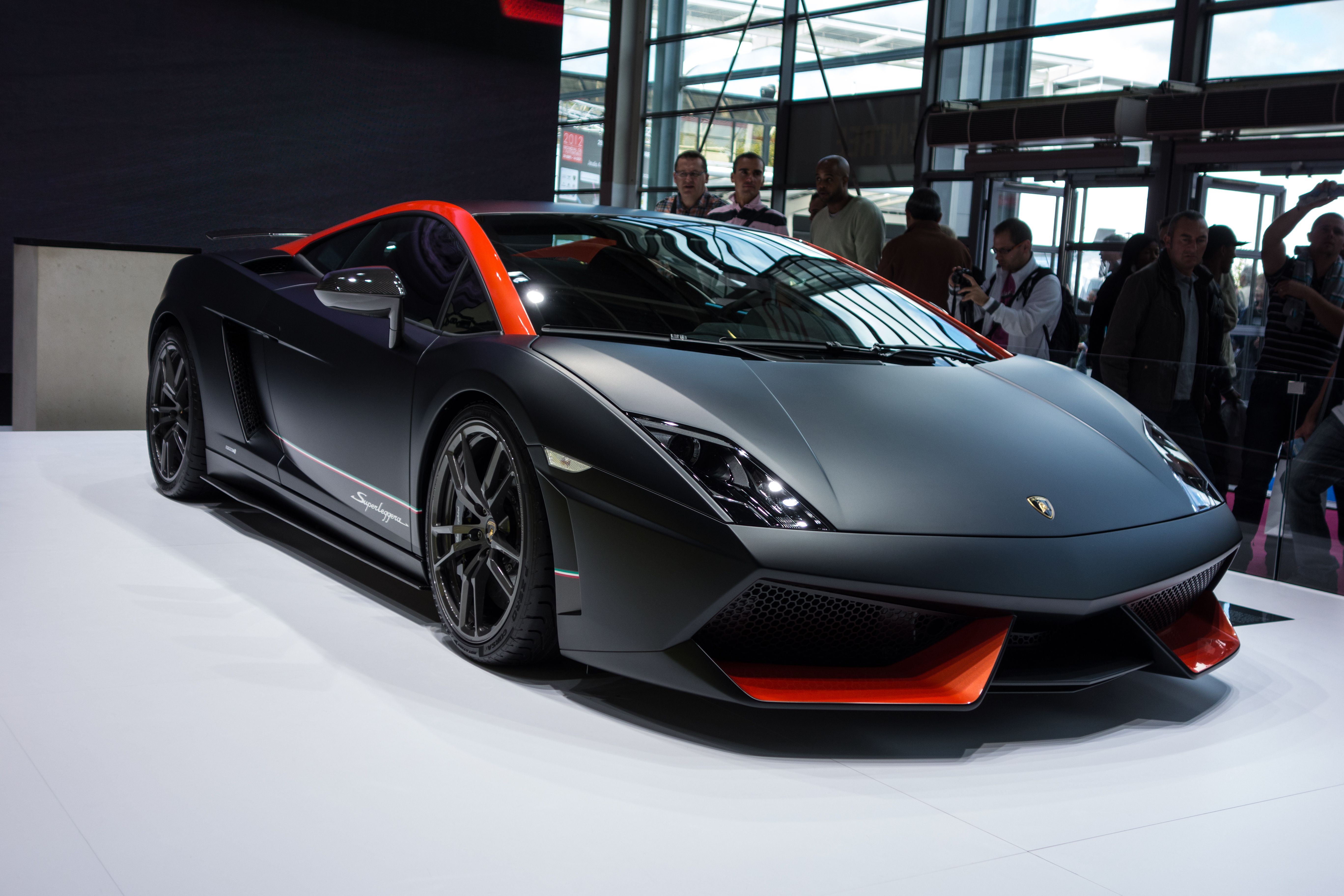
Lamborghini Gallardo LP570-4 Superleggera (2010)
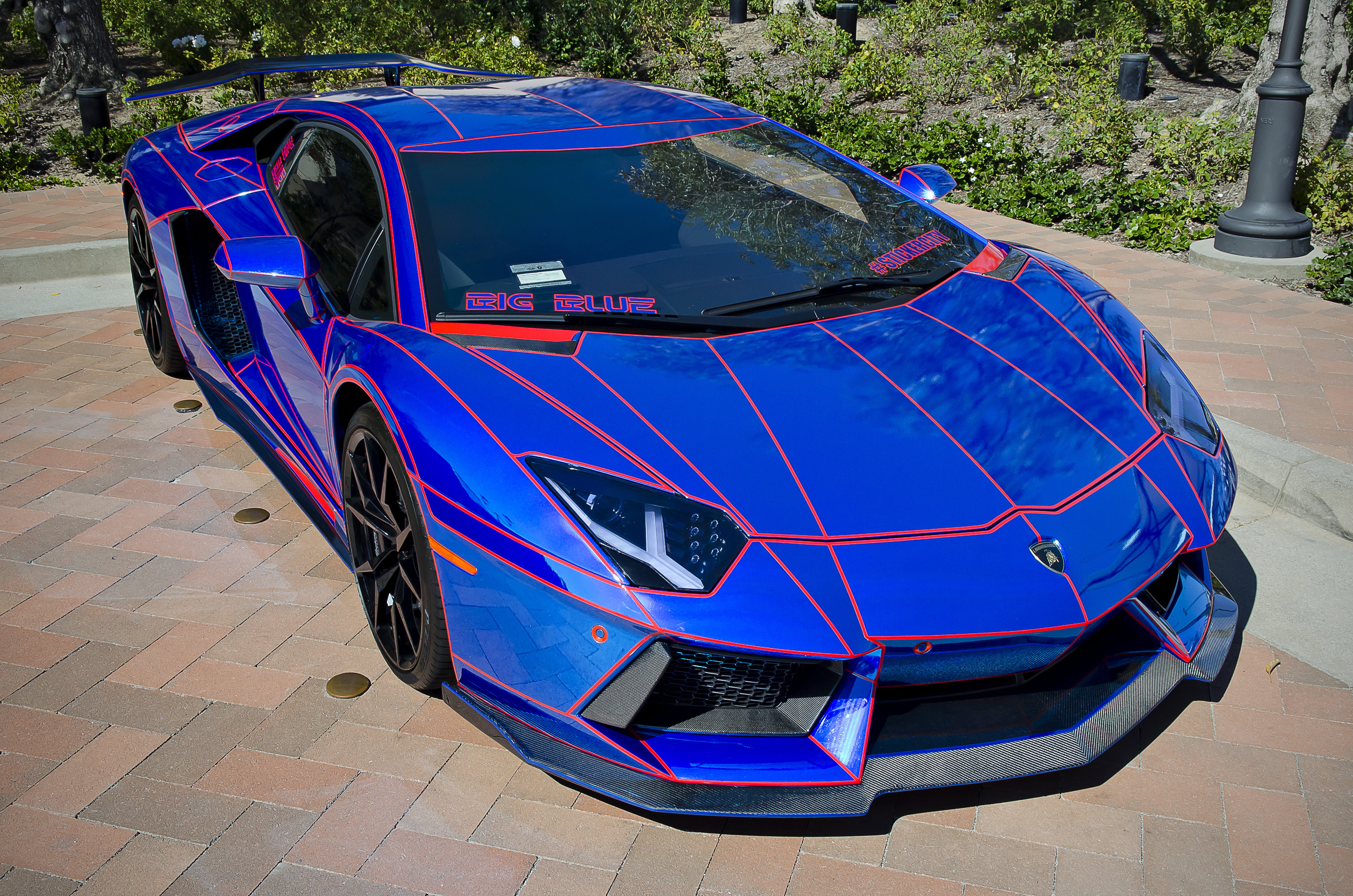
Lamborghini Aventador (2011)
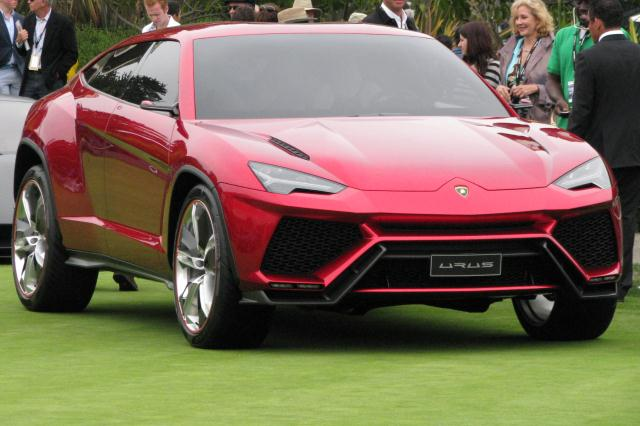
Lamborghini Urus (2012)
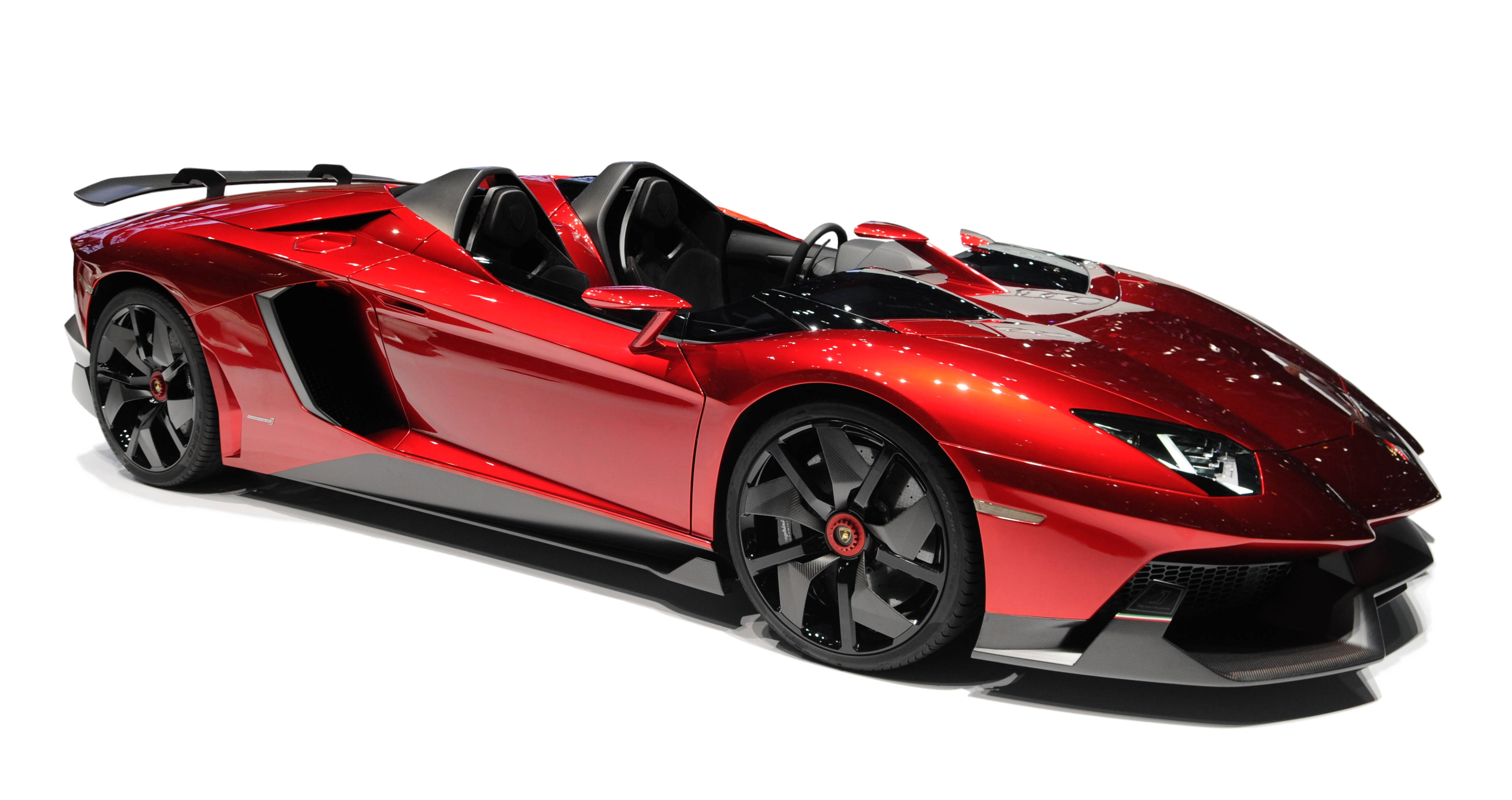
Lamborghini Aventador J (2012)
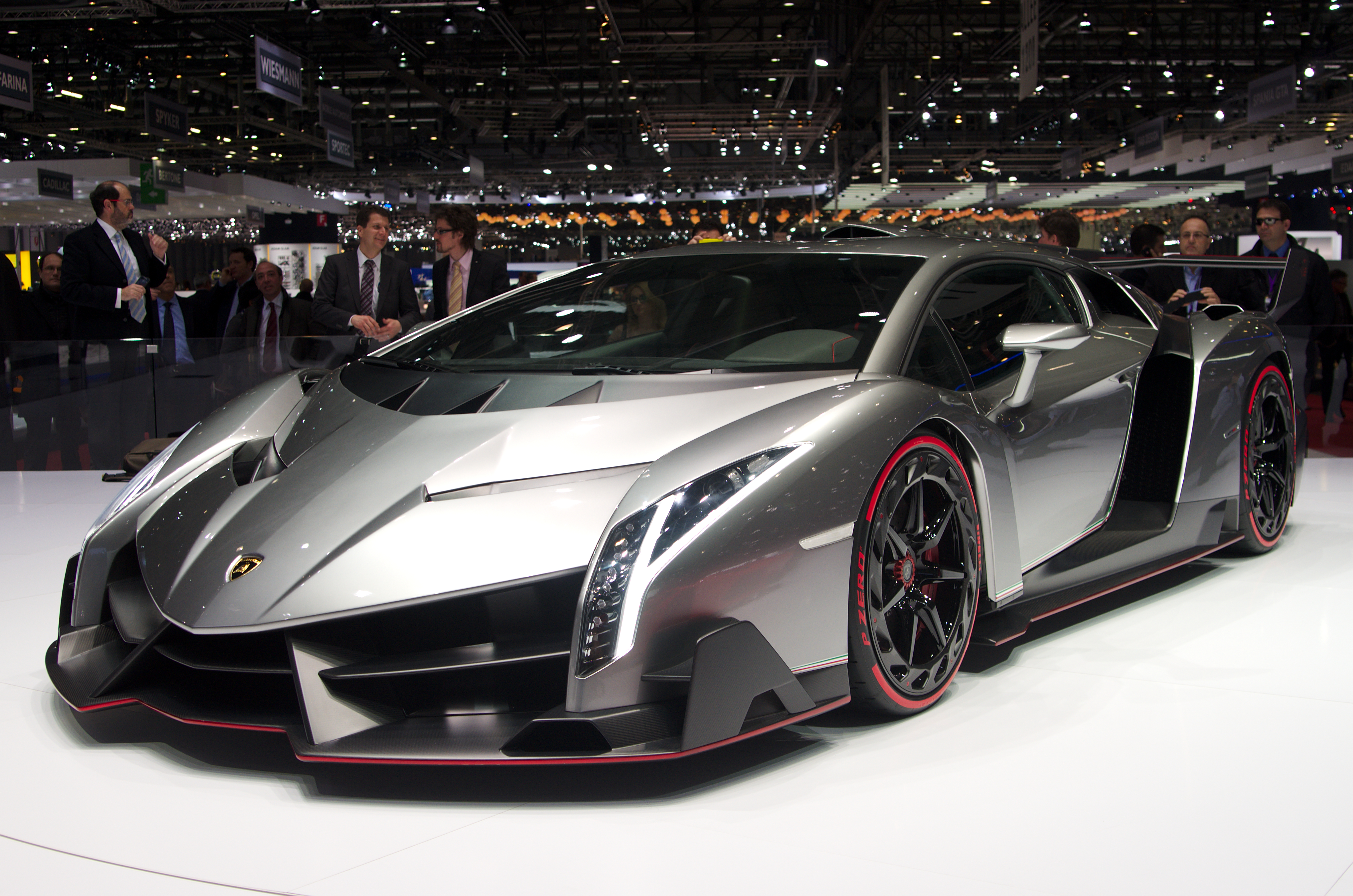
Lamborghini Veneno (2013)
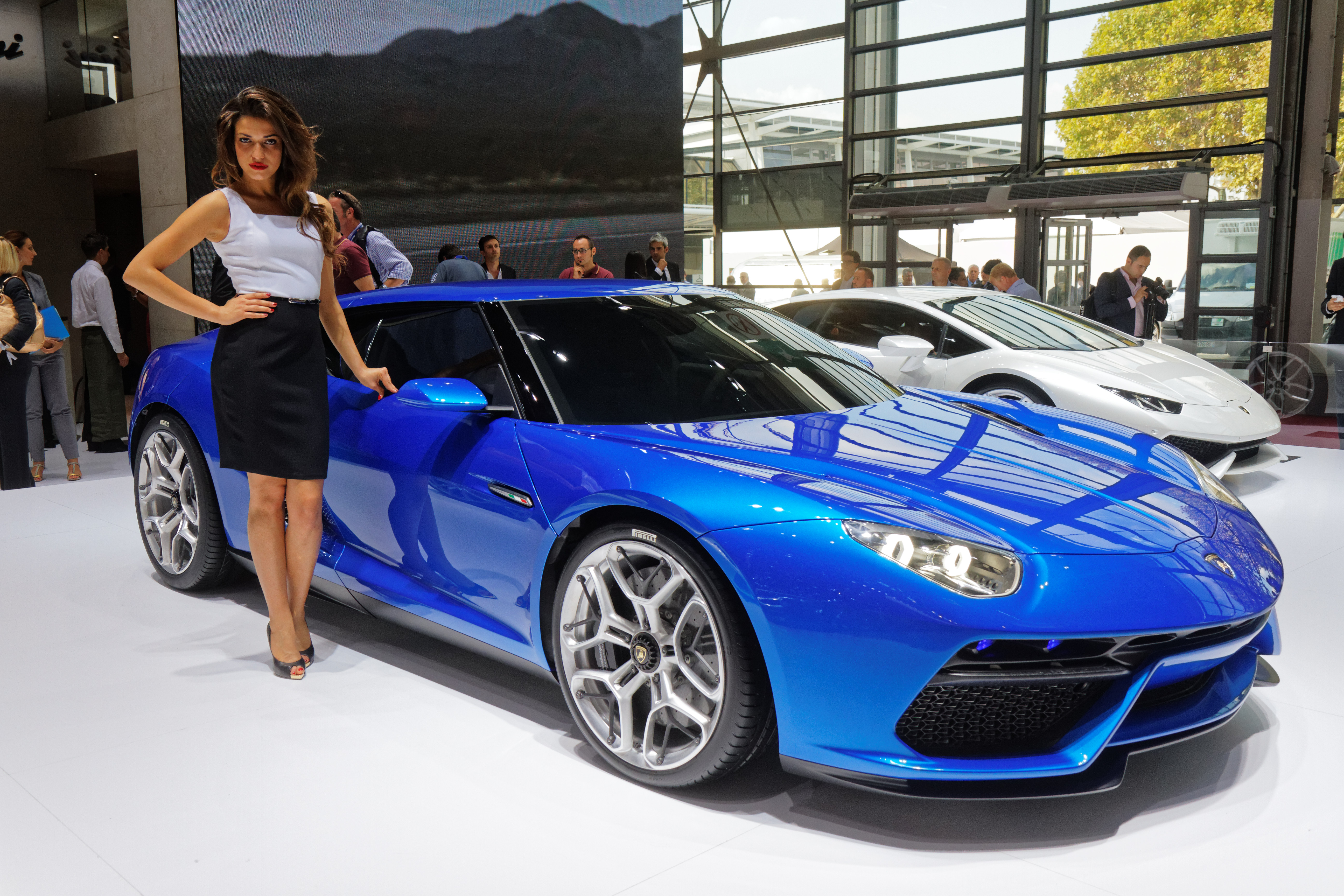
Lamborghini Asterion LPI 910-4 (2014)
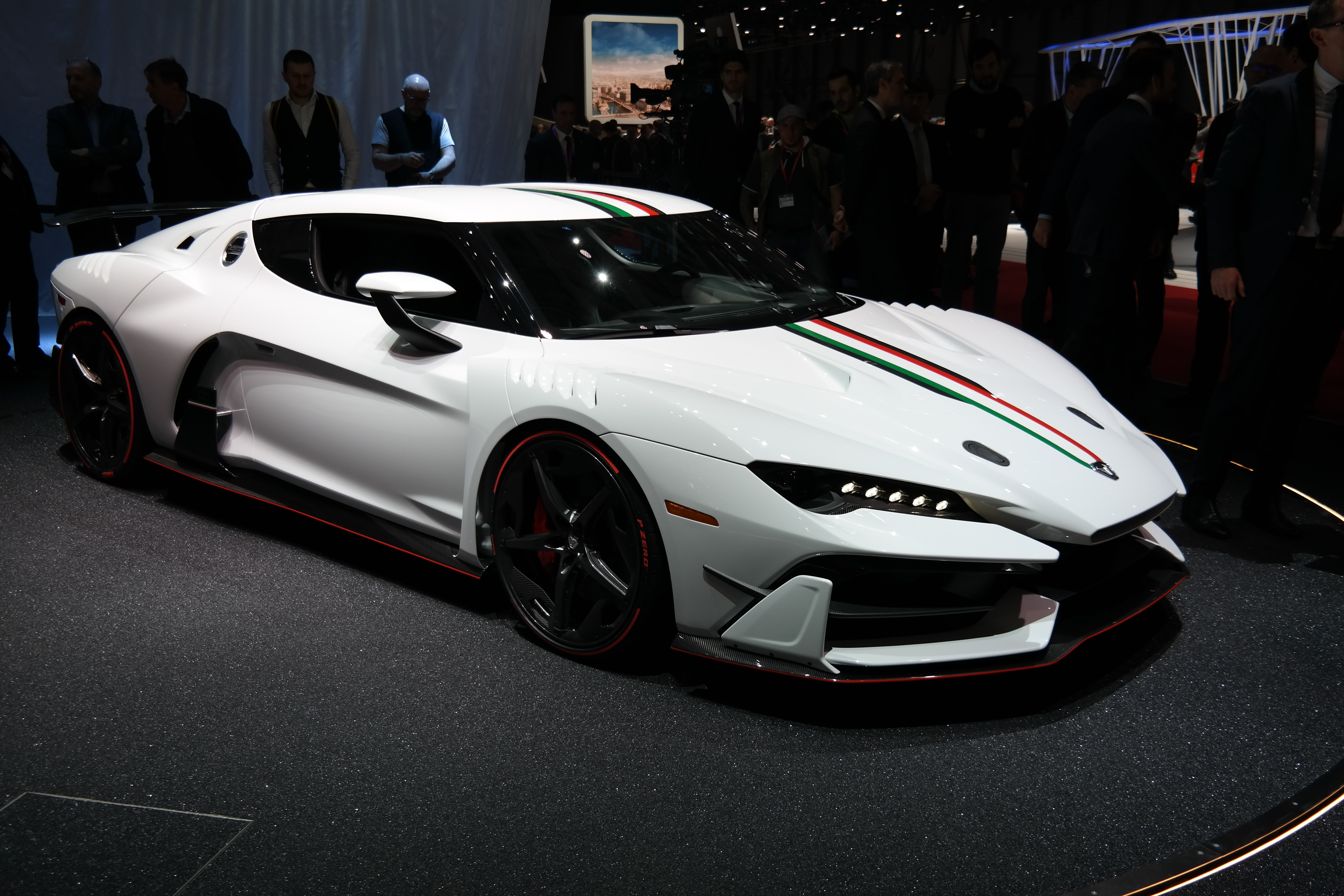
Italdesign Zerouno (2017)
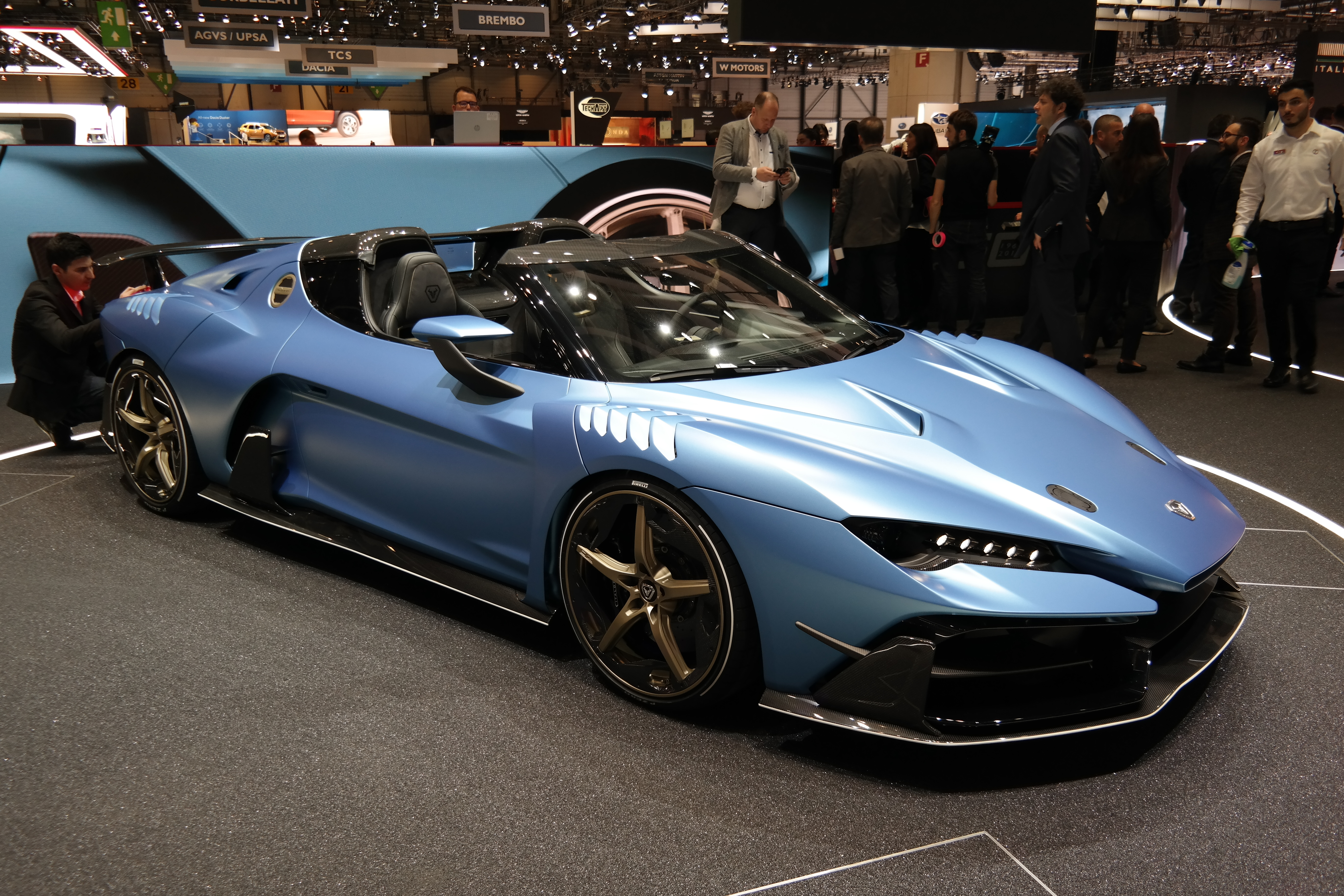
Italdesign Zerouno Duerta (2018)
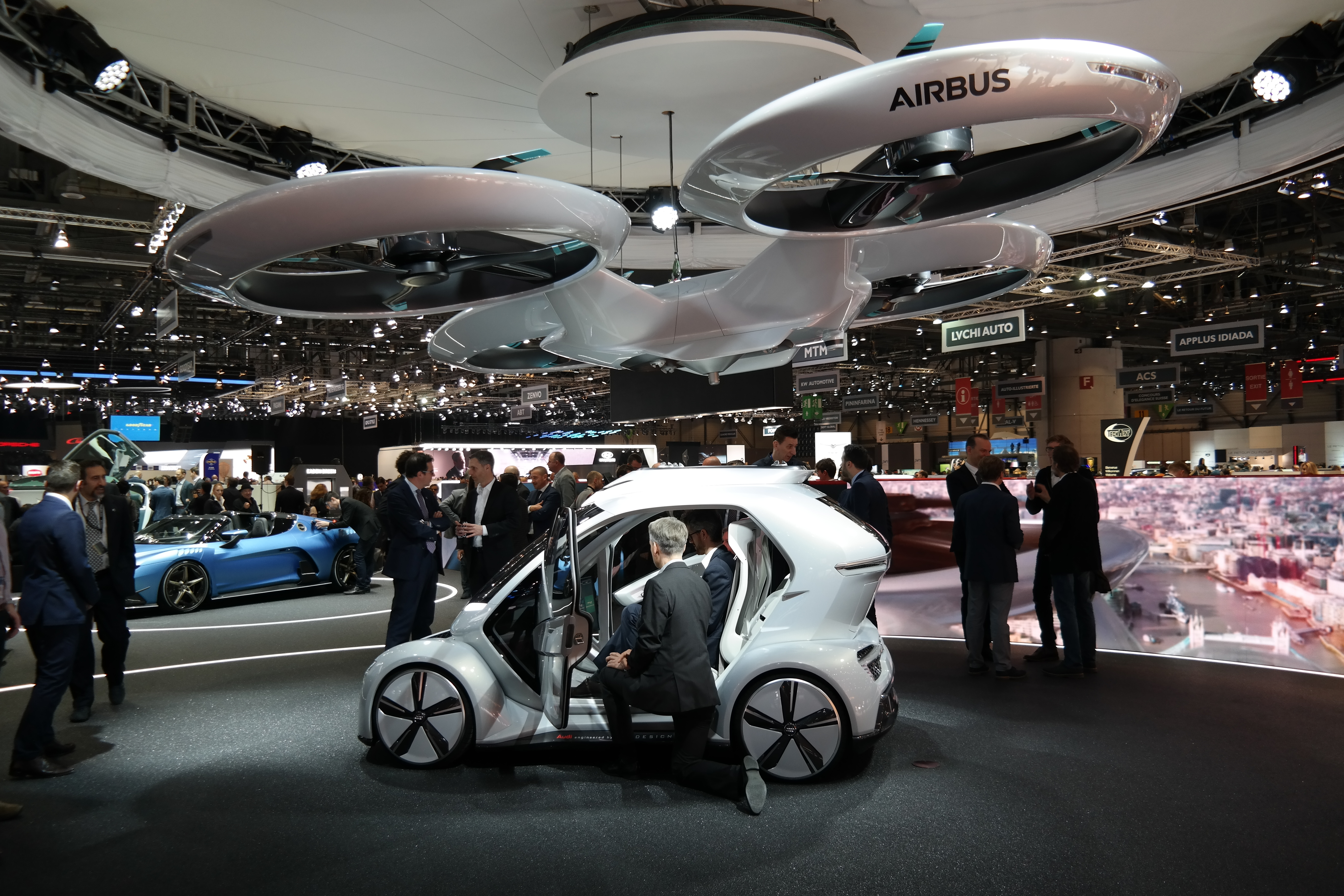
Audi Pop.Up Next (2018)
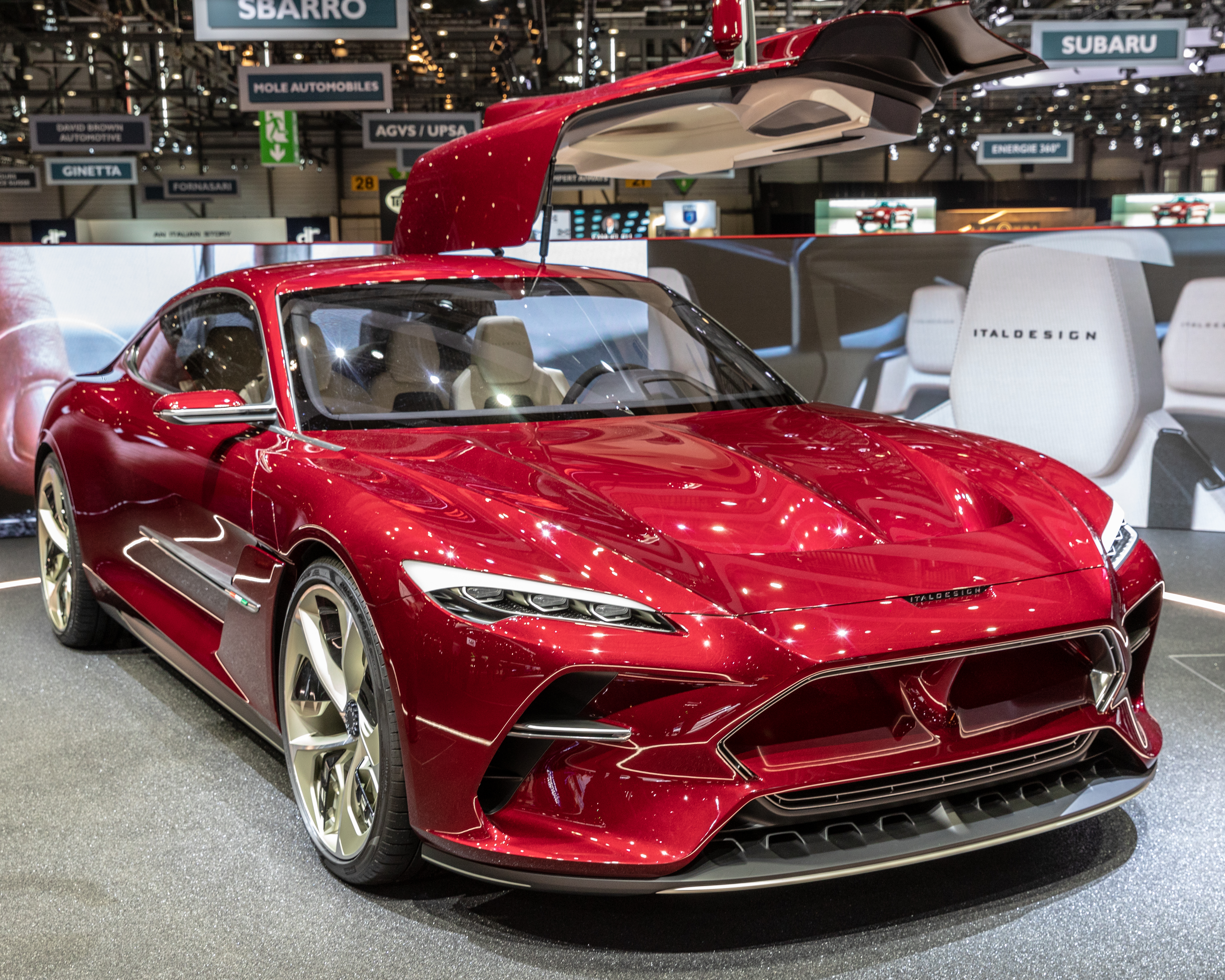
Italdesign DaVinci (2019)